# Colégio Futebol Clube
Colégio Futebol Clube é uma agremiação esportiva fundada a 24 de junho de 1917, com sede no bairro do Colégio, na cidade do Rio de Janeiro.

## História
Tradicional clube da zona norte carioca, fundado abaixo de uma mangueira, o Colégio F. C, que mantém sede e estádio localizado em frente a estação do metrô de Colégio, cujo bairro é de mesmo nome, próximo a Irajá, despontou no antigo Departamento Autônomo, conseguindo alguns títulos importantes, tais quais, o da categoria Aspirantes, conquistado de maneira invicta, em 1966, da série Waldemar Machado Carneiro, além de ter se sagrado campeão da categoria principal, em 1976.
A profissionalização ocorreu em 1990 e a partir daquele ano, o Coleginho passou a disputar a Terceira Divisão do Rio de Janeiro.
Afastado das competições de âmbito profissional desde 1996, o Colégio se mantém em atividade, ao disputar alguns campeonatos promovidos pela Liga de Desportos de Nova Iguaçu, presidida por Luiz Carlos Pina. Sagrou-se vice-campeão de juniores do Campeonato Iguaçuano de 2009, quando perdeu a final para o Esporte Clube Brasileirinho, de Comendador Soares. Na Taça Cidade de Juniores de 2010, foi eliminado na semifinal pelo Bayer Esporte Clube, que se classificou à final contra o mesmo Brasileirinho, o seu algoz do ano anterior. Nas categorias infantil e juvenil, o time foi eliminado na primeira fase. Estreou em 1990, na terceira divisão de profissionais. No ano seguinte, com a criação do chamado Grupo “B” da Primeirona, foi convidado a integrar a segunda divisão juntamente com os times da antiga terceirona. Veio a disputar o profissionalismo até 1996, quando problemas de ordem financeira fizeram com que tivesse que se afastar.

## Títulos
- 1966 - Campeão invicto do Departamento Autônomo, categoria aspirantes (Série Waldemar Machado Carneiro);
- 1969 - Vice-campeão do Departamento Autônomo, categoria juvenil  (Série GBD);
- 1974 - Campeão da Taça Disciplina do Torneio Hexagonal Geraldo Araújo;
- 1976 - Campeão do Departamento Autônomo, categoria adultos (Série Francisco Xavier Imóveis);
- 1977 - Campeão da Taça Guanabara;
- 1988 - Campeão invicto do Departamento Autônomo, categoria juniores;
- 1988 - Campeão da 1° Copa Internacional de Futebol de Campo, categoria Fraldinha:
- 1993 - Campeão invicto da Segunda Divisão, categoria juvenil;
- 1992 - Campeão invicto da Série B, categoria infantil;
- 2009 - Vice-campeão do Campeonato Iguaçuano, categoria juniores;

## Estatísticas

### Participações
|  | Participações em 2018 |

| Competição          | Temporadas | Melhor campanha   | Estreia | Última | P | R |
| Série B2 do Carioca | 4          | ? colocado (1990) | 1990    | 1996   | – | – |